# Bissau (India)
Bissau è una suddivisione dell'India, classificata come municipality, di 21.133 abitanti, situata nel distretto di Jhunjhunu, nello stato federato del Rajasthan. In base al numero di abitanti la città rientra nella classe III (da 20.000 a 49.999 persone).

## Geografia fisica
La città è situata a 28° 15' 0 N e 75° 4' 60 E e ha un'altitudine di 291 m s.l.m..

## Società

### Evoluzione demografica
Al censimento del 2001 la popolazione di Bissau assommava a 21.133 persone, delle quali 10.775 maschi e 10.358 femmine. I bambini di età inferiore o uguale ai sei anni assommavano a 3.755, dei quali 2.011 maschi e 1.744 femmine. Infine, coloro che erano in grado di saper almeno leggere e scrivere erano 12.728, dei quali 7.583 maschi e 5.145 femmine.